# Jan Sikora (duchowny)
Jan Sikora (ur. 29 sierpnia 1921 w Transborze, zm. 17 sierpnia 2011 w Wołominie) – duchowny katolicki, katecheta, wieloletni proboszcz i rezydent parafii Matki Bożej Częstochowskiej w Wołominie. Podpułkownik Wojska Polskiego, żołnierz Armii Krajowej, czynny w partyzantce i w dywersji w Warszawie.

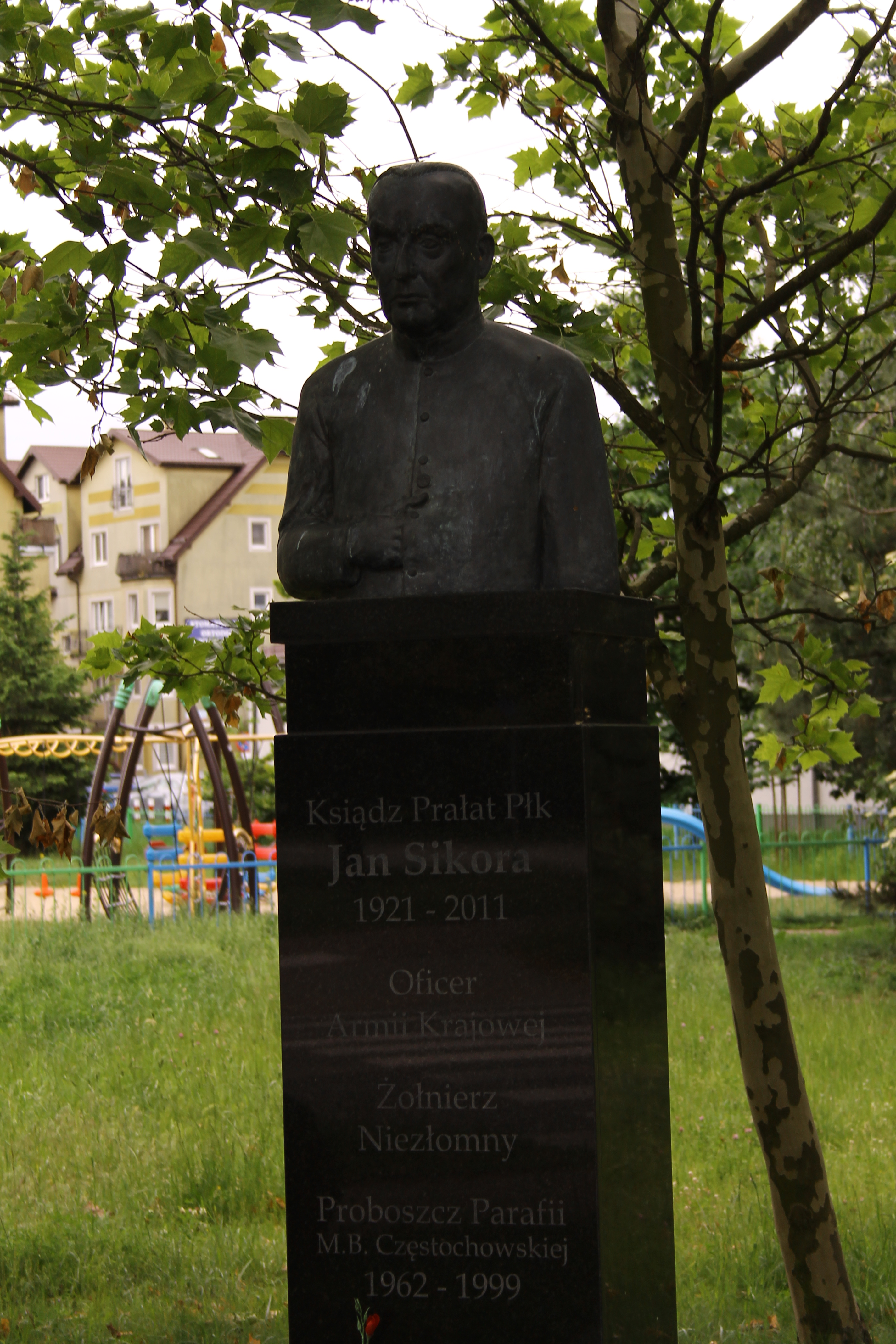
Pomnik Jana Sikory - skwer im. ks. Prałata Jana Sikory w Wołominie

## Życiorys
Jan Sikora urodził się 29 sierpnia 1921 r. w Transborze nad Świdrem, niewielkiej wsi w gminie Wielgolas, położonej 20 km na wschód od Mińska Mazowieckiego. Ksiądz Jan jest najstarszym z sześciorga dzieci Jana i Aleksandry z Sawińskich.
Uczęszczał do szkoły podstawowej w Transborze. W latach 1933–1936 uczył się w Szkole Powszechnej w Parysowie k. Garwolina. W 1936 r. rozpoczął naukę w Państwowym Gimnazjum Męskim nr 47 w Siennicy, gdzie kierował zastępem harcerskim.
Przez pierwsze dwa lata okupacji niemieckiej pracował wraz z ojcem w rodzinnej wsi. Jesienią 1941 roku Jan Sikora zapisał się do IV klasy gimnazjum w Mińsku Mazowieckim, aby na tajnych kompletach kontynuować naukę. Rok później zdał egzamin do Liceum Humanistycznego w Mińsku Mazowieckim. Po niedługim czasie trafił do konspiracji. Został członkiem Szarych Szeregów. Był w drużynie kpr. pchor. Józefa Popiela „Skalnego”. Jego plutonem dowodził por. Tadeusz Smoleński „Sęk”.
Od listopada 1942 r. do marca 1943 r. uczył się w mińskiej Podchorążówce, której komendantem był mjr Władysław Reda, późniejszy 1. oficer sztabu 8. Dywizji Piechoty AK im. Romualda Traugutta i Mazowieckiej Brygady Kawalerii. W maju 1943 r. komendant Obwodu Mińsk Mazowiecki AK Ludwik Wolański „Lubicz” wręczył Janowi Sikorze nominację na stopień kaprala podchorążego.
Jan Sikora rozpoczął pracę w podziemiu jako goniec (przewoził na rowerze meldunki), następnie wstąpił do służby wywiadowczej w Mińsku Mazowieckim. W lutym 1944 r., po nieudanej akcji odbicia więźniów w Latowiczu, schronił się w oddziale partyzanckim.
Od 17 lutego do 1 kwietnia 1944 r. Jan Sikora „Przemysław” służył w leśnym oddziale Obwodu „Mewa”. Był drugim zastępcą dowódcy oddziału pchor. Kazimierza Aniszewskiego „Dęboroga”, Edwarda Wasilewskiego „Wichura” i Jana Migdalskiego „Vis”. W kwietniu 1944 r. przyjechał do Warszawy, gdzie przez kilka miesięcy działał w dywersji. Podlegał wówczas Szefowi Dywersji z Mińska Mazowieckiego, por. Janowi Goińskiemu „Grotowi”.
25 lipca 1944 r. powrócił do Mińska Mazowieckiego, pod komendę por. Ludwika Wolańskiego „Lubicza”. W czasie akcji zbrojnej „Burza”, jako podporucznik, dowodził plutonem dywersyjnym. Walczył w 1. szwadronie 7. Pułku Ułanów, który od 1943 r. nosił kryptonim „Jeleń”. Pierwszym zadaniem była udana akcja wysadzenia torów kolejowych na linii Mińsk Mazowiecki - Dębe Wielkie. Później działali na tyłach wycofujących się pod naporem Armii Czerwonej wojsk niemieckich.
Jan Sikora został aresztowany przez kontrwywiad sowiecki 28 listopada 1944 r. Bezpośrednim powodem zatrzymania były m.in. znalezione w czasie rewizji mapy z okresu nauki w Podchorążówce. W więzieniu spędził dwa tygodnie, skąd został wykupiony. Nękany przez Służbę Bezpieczeństwa, ukrywał się przez prawie rok.
20 września 1945 r. Jan Sikora wstąpił do Seminarium Duchownego na Krakowskim Przedmieściu w Warszawie. 17 grudnia 1950 r. został wyświęcony na kapłana przez księdza prymasa Stefana Wyszyńskiego. Msza święta prymicyjna odbyła się najpierw na Jasnej Górze, a potem w Latowiczu. W tym samym roku został wikariuszem w parafii w Żyrardowie. Uczył religii i był kapelanem żyrardowskiego szpitala. W 1957 r. został przeniesiony do parafii pw. Dzieciątka Jezus na warszawskim Żoliborzu. Od września 1960 r. pracował w parafii pw. św. Teresy na Tamce w Warszawie.
Przyjechał do Wołomina latem 1962 r., gdzie zastał świątynię w stanie surowym, niedawno odbudowaną po zniszczeniach wojennych. 18 czerwca 1962 r. przejął obowiązki po księdzu Grabowskim, pozostając wikariuszem, a później przez kilka lat administratorem parafii. W latach 1962–1969 Jan Sikora przeprowadził remont kaplicy oraz plebanii. Ogrodził kościelny plac i cmentarz. Był pomysłodawcą fresków przedstawiających „1000 lat historii Polski i Kościoła w naszej Ojczyźnie”. Za namową księdza Jana Sikory w 1962 r. w parafii podjęły pracę siostry michalitki ze Zgromadzenia św. Michała Archanioła.
Do 1970 r. Urząd do Spraw Wyznań nie wyrażał zgody na mianowanie Jana Sikory proboszczem w Wołominie, ze względu na „brak kwalifikacji obywatelskich”. W rzeczywistości na decyzji władz zaważyła wojenna przeszłość księdza, żołnierza Armii Krajowej oraz intensywna akcja katechizacji dzieci i młodzieży, jaką rozpoczął zaraz po przyjeździe do Wołomina.
Od 1970 r. współorganizował w Warszawie msze dla kombatantów i pielgrzymki na Jasną Górę. Był Kanonikiem Kapituły Katedralnej diecezji warszawsko-praskiej.
Staraniem księdza proboszcza 1 września 1986 r. został poświęcony kościół pw. Matki Bożej Królowej Polski przy ulicy Kurkowej w Wołominie, a w 1997 r. konsekrowano kościół pw. N.M.P. Królowej Różańca Świętego we wsi Majdan koło Wołomina.
W czerwcu 1999 r. ks. prałat Jan Sikora przeszedł na emeryturę.
Ksiądz prałat Jan Sikora był podpułkownikiem Wojska Polskiego, członkiem Światowego Związku Żołnierzy Armii Krajowej, kapelanem żołnierzy AK Obwód „Mewa - Kamień” (Mińsk Mazowiecki) oraz członkiem Stowarzyszenia Weteranów 7 Pułku Ułanów Lubelskich im. gen. K. Sosnkowskiego, przewodniczył Komisji Rewizyjnej Stowarzyszenia Pułków Kawalerii i Artylerii Konnej.
Został pochowany na cmentarzu parafialnym w Wołominie.

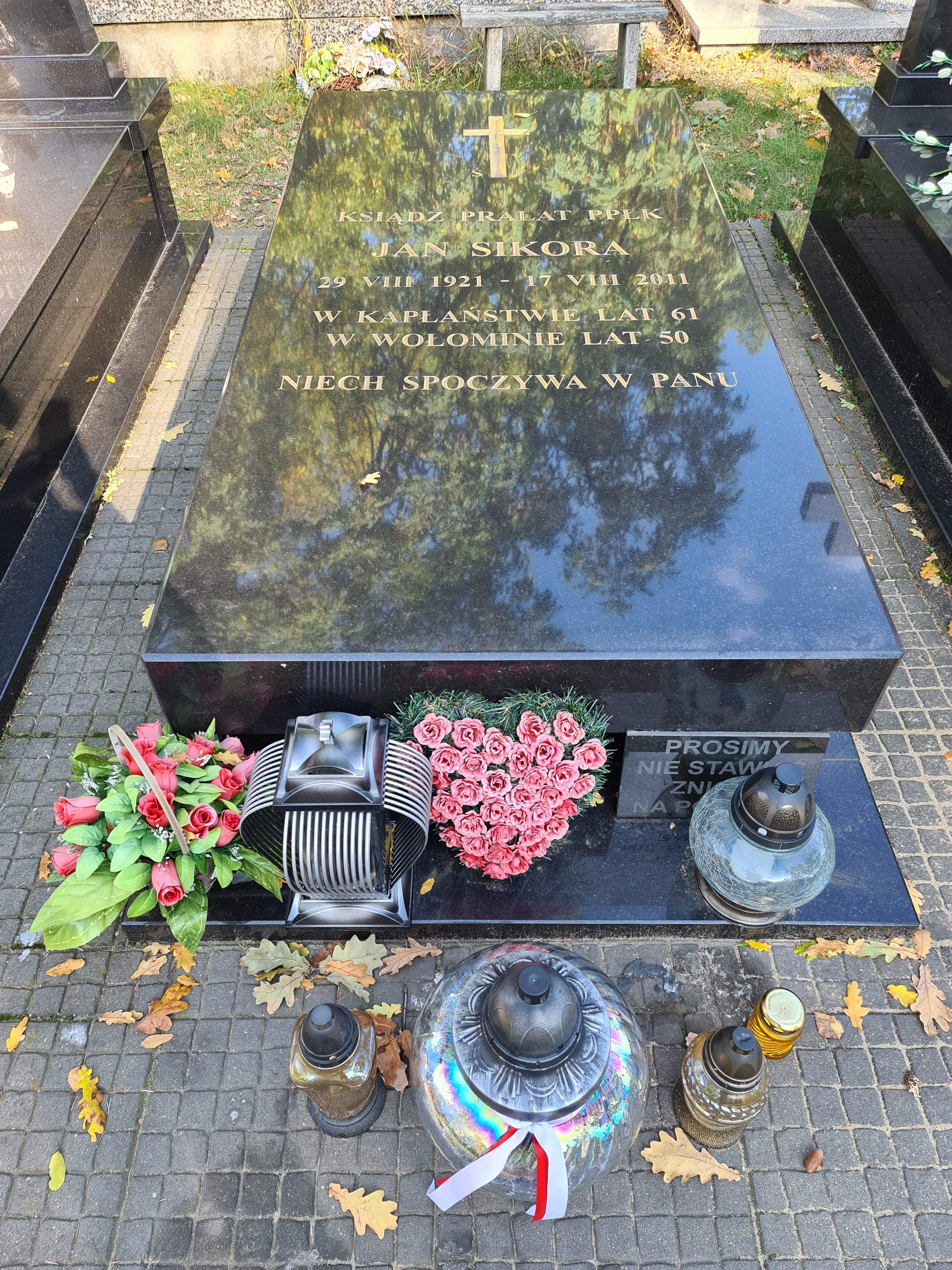
Grób ks. Jana Sikory na cmentarzu parafialnym w Wołominie

## Odznaczenia i wyróżnienia
Jan Sikora został odznaczony m.in.: Krzyżem Walecznych (przyznanym przez emigracyjny rząd polski w Londynie). Zarządzeniem prezydenta RP na uchodźstwie Ryszarda Kaczorowskiego z 11 listopada 1990 został odznaczony Krzyżem Kawalerskim Orderu Odrodzenia Polski. Był także odznaczony Krzyżem Oficerskim Orderu Odrodzenia Polski, Srebrnym Krzyżem Zasługi z Mieczami, Medalem „Za udział w wojnie obronnej 1939”. Posiada tytuł Kapelana Honorowego Ojca Świętego. Mieszkańcy Wołomina, uhonorowali Księdza Prałata medalem „Zasłużony dla Miasta Wołomina”, nagrodą Wołominiaka Roku 2000 oraz statuetką Anioła Stróża Ziemi Wołomińskiej. 11 stycznia 2009 r. został wyróżniony medalem Milito pro Christo (Walczę dla Chrystusa) ordynariatu polowego Wojska Polskiego.

## Kontrowersje
Prałat w jednym ze swoich kazań spostponował laureatów Nagrody Nobla, rozważając ich rzekome lub udowodnione żydowskie pochodzenie, jako wyznacznik otrzymania Nagrody. Jedną z osób potraktowanych w ten sposób była Wisława Szymborska nazwana „Żydóweczką”. O zdarzeniu pisał Macin Kornak: 31 października (1999) podczas mszy świętej, poświęconej rocznicy zdobycia władzy przez AWS, ks. Jan Sikora wygłosił antysemickie kazanie. Podczas niego mówi m.in. „o Żydach, którzy niszczą i niszczyli Polskę oraz strzelali naszym żołnierzom w plecy, Żydach Szymborskiej i Miłoszu”. Podczas przemowy salę opuściły tylko cztery osoby, reszta przyjęła treść kazania oklaskami. Tego dnia w kościele byli m.in. starosta, przewodniczący powiatu, miasta i gminy, miejscowi posłowie i radni, kilku burmistrzów i wójtów.